# Лопато, Георгий Павлович
Георгий Павлович Лопато (23 августа 1924 — 13 февраля 2003) — советский учёный, ветеран вычислительной техники. Член-корреспондент АН СССР (1979) и член-корреспондент НАН Белоруссии.

## Биография
Родился 23 августа 1924 года в деревне Озерщина Речицкого района Гомельской области. 
В 1929 году семья переехала в Москву, где в 1931 году Георгий поступил в школу, которую окончил в 1941 году. В октябре этого же года он был призван в Красную Армию, служил в 314-м отдельном батальоне Московского округа ПВО. В 1946 году, после демобилизации, он поступил в Московский энергетический институт на электрофизический факультет.
С 1952 года работал во Всесоюзном научно-исследовательском институте электромеханики (ВНИИЭМ), участвовал в наладке ЭВМ М-3, изготовляемой по документации, переданной из Лаборатории управляющих машин и систем АН СССР, возглавляемой И. С. Бруком. В 1958 году был направлен в Китай, где оказывал помощь в наладке М-3, созданной по переданной китайцам документации.
В 1969 году защитил кандидатскую диссертацию, в 1976 году – докторскую. В 1979 году он был избран членом-корреспондентом АН СССР, в 1995 году – членом-корреспондентом НАН Белоруссии.  В апреле 1999 года International Biographical Center Cambridge (Англия) включил Г. П. Лопато в состав 2000 выдающихся деятелей науки XX столетия.
Умер 13 февраля 2003 года в Минске, где и был похоронен.

## Награды и звания
- Орден «Знак Почёта» (1966)
- Лауреат Государственной премии СССР (1970), в числе других — за создание семейства универсальных ЭВМ второго поколения типа «Минск» и освоение их серийного производства
- Орден Октябрьской Революции (1972)
- Орден Трудового Красного Знамени (1976)
- Орден Ленина (1983)
- Медаль «Пионер компьютерной техники» (2000) — за работу над серией компьютеров «Минск», многомашинными комплексами и семейство мобильных компьютеров РВ